# Моисей Угрин
Моисе́й Угри́н (1000-е, Трансильвания — 1043, Киев) — монах Киево-Печерского монастыря, православный святой, почитается в лике преподобных. Память совершается (по юлианскому календарю): 26 июля и 28 сентября (Собор преподобных отцов Киево-Печерских Ближних пещер). Брат Ефрема Новоторжского и Георгия Угрина.
По происхождению венгр из Трансильвании, в молодости вместе со своим братом Георгием служил у князя Бориса. При его убийстве в 1015 году на реке Альте уцелел и скрывался у Предиславы, сестры Бориса. При взятии Киева в 1018 году польским королём Болеславом был взят в плен и отведён в Польшу. Был выкуплен знатной вдовой-полькой, которая пыталась совратить юного Моисея.

Жена та, получив власть над ним, без всякого стыда влекла его на неподобное дело. Освободив от оков, она одела его в дорогое платье, кормила изысканными кушаньями, и, похотливо обнимая его, понуждала к соитию. Блаженный же Моисей, видя неистовство женщины, ещё более прилежал молитве и посту, предпочитая из угождения Богу сухой хлеб и воду, но с чистотою, дорогим яствам и вину, но со скверною. И тотчас же совлекши с себя красивые одежды он, подобно Иосифу, избежал греха (Быт. 39), ни во что поставив удовольствия мира сего.
— Димитрий Ростовский. Житие преподобного отца нашего Моисея Угрина
Вдова продолжала убеждать Моисея, объявляла его прилюдно своим мужем, её приближённые уговаривали его покориться и стать «господином над всем домом её». Моисей неоднократно отказывался и тайно принял монашеский постриг от проходящего афонского иеромонаха. Узнав об этом, женщина обратилась к королю Болеславу за советом как ей поступить с Моисеем. Король призвал их к себе, попытался уговорить его вступить с ней в брак и, услышав отказ, указал вдове: «поступи с твоим рабом по своему желанию; чтобы и другие не осмеливались ослушаться своих господ». Она ещё раз попыталась соблазнить Моисея и после отказа приказала его оскопить. Болеслав в угоду ей выслал из своей страны всех монахов. Позднее во время мятежа эта вдова была жестоко убита, а Моисей смог бежать, вернулся в Киев и пришёл в монастырь к преподобному Антонию.
В монастыре он прославился как имеющий власть над плотскими страстями, часто к нему обращались другие монахи помочь им в борьбе с искушениями:

…святой, подражая первому Моисею, творившему жезлом чудеса, прикоснулся жезлом своим к лону братнего тела, так как без жезла, вследствие болей от прежде принятых ран, не мог ходить сам по себе; и тотчас умерли (потеряли силу) все нечистые страсти того брата, и с той поры не было больше ему соблазна.
— Димитрий Ростовский. Житие преподобного отца нашего Моисея Угрина
Преподобный Моисей прожил в монастыре около 10 лет, скончался в 1043 году и был погребён в Ближних (Антониевых) пещерах Киево-Печерского монастыря (ныне его мощи покоятся напротив мощей святого преподобного Иоанна Многострадального).
Согласно исследованиям антропологов, прп. Моисей Угрин умер в возрасте 35-40 лет.